# Unie van Kroaten in Roemenië
De Unie van Kroaten in Roemenië, Roemeens: Uniunea Croaţilor din România, of UCR is een politieke partij in Roemenië van een etnisch-culturele minderheid. Dankzij het Roemeense recht is de partij van ten minste één zetel in de Kamer van Afgevaardigden verzekerd. Het hoofdkantoor bevindt zich in Carașova.
Alliantie van Liberalen en Democraten · Alliantie voor de Unie van Roemenen · Democratisch-Liberale Partij · Democratische Unie van Hongaren in Roemenië · Groot-Roemeniëpartij · Humanistischekrachtpartij · Nationale Democratische Partij · Nationaal-Liberale Partij · Nationale Christen-Democratische Boerenpartij · Nationale Unie voor de vooruitgang van Roemenië · Nieuwegeneratiepartij · Nieuwe Republiek · Noua Dreaptă · M10 · Partij Verenigd Roemenië · Red Roemenië-Unie · Roemeense Sociale Partij · Sociaaldemocratische Partij · Partijen van etnische minderheden · Volksbewegingspartij